# Coupe du monde de football ConIFA 2014
Navigation
Abkhazie 2016
La Coupe du monde de football ConIFA 2014 est la première édition de la Coupe du monde de football ConIFA, un tournoi international de football pour les États, les minorités, les apatrides et les régions non affiliées à la FIFA organisée par ConIFA.
Le tournoi est organisé par FA Sápmi dans la région de Laponie, tous les matchs ont lieu dans la ville d'Östersund en Suède,,,.
L'équipe du Québec, se retire de la compétition après avoir été invitée en 2013, à la suite du désir de la Fédération de soccer du Québec de s'associer à l'équipe du Québec.
L'équipe du Comté de Nice de football devient le premier champion de la Coupe du monde de football ConIFA,.

## Histoire

### Hôtes
En mai 2013, la ConIFA a annoncé que la Laponie avait été choisie pour accueillir la première Coupe du monde de football ConIFA à Östersund, en Suède. Le tournoi commença le 31 mai et se termina le 8 juin 2014, chaque match se tenant à la Jämtkraft Arena, d'une capacité de 6626 places.
Parallèlement au tournoi, un festival célébrant la diversité culturelle des équipes impliquées a eu lieu à Östersund.

### Ville et stade
| Villes            | Stades            | Capacité          |
| Comté de Jämtland | Comté de Jämtland | Comté de Jämtland |
| ----------------- | ----------------- | ----------------- |
| Östersund         | Jämtkraft Arena   | 6.626             |
|                   |                   |                   |

### Participants
Les douze équipes participantes ont été réparties en quatre groupes de trois équipes chacun pour la phase de groupes,. En préparation, les équipes ont été organisées en trois pots. Le tirage au sort a eu lieu le 24 mars 2014 à Östersund en Suède, par le président de la ConIFA, Per-Anders Blind.
Sur les douze équipes invitées, huit avaient déjà participé à la Coupe du Monde Viva (Viva World Cup).
Le Darfour est la première sélection africaine à participer à la compétition,,,.

### Retraits
Le tirage a d'abord placé le Québec dans le groupe C et le Zanzibar dans le groupe D. Cependant, en mai 2014, le Québec et Zanzibar ont annoncé qu'ils se retirent du tournoi. L'équipe québécoise était affiliée à la Fédération de soccer du Québec, avec l'intention que la FSQ (Fédération de soccer du Québec) demande à devenir membre de la CONCACAF en suivant l'exemple des équipes de la Martinique, Guyane, Guadeloupe, et bien d'autres. L'Abkhazie et l’Ossétie du Sud joueront à la coupe du monde. L'équipe de Zanzibar n'a pas pu obtenir de visa pour entrer en Suède et a donc dû quitter le tournoi. La place du Québec a été prise par l'Ossétie du Sud, tandis que Zanzibar a été remplacé par le Comté de Nice.
Des invitations furent envoyées à l'Équipe de Catalogne de football et à celle de Île de Pâques (Rapa Nui), mais elles ont finalement décliné l'invitation.

### Équipes participantes
| Groupe A                                        | Groupe B                             | Groupe C                                     |
| ----------------------------------------------- | ------------------------------------ | -------------------------------------------- |
| Abkhazie Comté de Nice Occitanie, Haut-Karabagh | Laponie Padanie Île de Man Kurdistan | îlam tamoul Araméens Ossétie du sud Darfour, |

## Tournoi

### Phase de groupes

#### Groupe A

##### Classements et résultats
| Équipe      | J | V | N | D | BM | BE | DB  | Pts |
| ----------- | - | - | - | - | -- | -- | --- | --- |
| Araméens    | 2 | 2 | 0 | 0 | 4  | 1  | +3  | 6   |
| Kurdistan   | 2 | 1 | 0 | 1 | 10 | 2  | +8  | 3   |
| Tamil Eelam | 2 | 0 | 0 | 2 | 0  | 11 | -11 | 0   |

| 1 juin 2014 | Araméens                              | 2 - 1 | Kurdistan          | Jämtkraft Arena Östersund Suède |  |
|             | Musa Karli 78e · Mattias Candemir 84e |       | 38e Younis Shakour |                                 |  |
|             | (Rapport)                             |       |                    |                                 |  |

| 2 juin 2014 | Tamil Eelam | 0 - 2 | Araméens                         | Jämtkraft Arena Östersund Suède                       |                                                       |
|             |             |       | 36e Marco Aydin · 48e Musa Karli | Arbitrage : Ghazi Othman, Amer Hussein, Kent Carlsson | Arbitrage : Ghazi Othman, Amer Hussein, Kent Carlsson |
|             | (Rapport)   |       |                                  | Arbitrage : Ghazi Othman, Amer Hussein, Kent Carlsson | Arbitrage : Ghazi Othman, Amer Hussein, Kent Carlsson |

| 3 juin 2014 | Tamil Eelam | 0 - 9 | Kurdistan                                                                                        | Jämtkraft Arena Östersund Suède                        |                                                        |
|             |             |       | 17e Aras · 23e 35e Ahmed · 28e Younes · Nechirvan Shukri 31e · Ali · Farhan Shakor 62e 86e 90+4e | Arbitrage : Scott Campion, Andrea Macchi, David Murphy | Arbitrage : Scott Campion, Andrea Macchi, David Murphy |
|             | (Rapport)   |       |                                                                                                  | Arbitrage : Scott Campion, Andrea Macchi, David Murphy | Arbitrage : Scott Campion, Andrea Macchi, David Murphy |

#### Groupe B

##### Classements et résultats
| Équipe    | J | V | N | D | BM | BE | DB | Pts |
| --------- | - | - | - | - | -- | -- | -- | --- |
| Abkhazie  | 2 | 1 | 1 | 0 | 3  | 2  | +1 | 4   |
| Occitanie | 2 | 1 | 1 | 0 | 2  | 1  | +1 | 4   |
| Laponie   | 2 | 0 | 0 | 2 | 1  | 3  | -2 | 0   |

| 1 juin 2014 | Abkhazie                   | 1 - 1 | Occitanie          | Jämtkraft Arena, Östersund Suède                         |                                                          |
|             | Gerome Hernandez 83e (csc) |       | 68e Brice Martinez | Arbitrage : Ghazi Othman, Amer Hussein, Robin Albertsson | Arbitrage : Ghazi Othman, Amer Hussein, Robin Albertsson |
|             | (Rapport)                  |       |                    | Arbitrage : Ghazi Othman, Amer Hussein, Robin Albertsson | Arbitrage : Ghazi Othman, Amer Hussein, Robin Albertsson |

| 2 juin 2014 | Abkhazie                               | 2 - 1 | Laponie              | Jämtkraft Arena, Östersund Suède                                 |                                                                  |
|             | Amal Vardania 19e · Vladimir Argun 72e |       | 51e Jirijoonas Kanth | Arbitrage : David Murphy, Martin Carlsson , Kristian Kumpalainen | Arbitrage : David Murphy, Martin Carlsson , Kristian Kumpalainen |
|             | (Rapport)                              |       |                      | Arbitrage : David Murphy, Martin Carlsson , Kristian Kumpalainen | Arbitrage : David Murphy, Martin Carlsson , Kristian Kumpalainen |

| 3 juin 2014 | Laponie   | 0 - 1 | Occitanie              | Jämtkraft Arena, Östersund Suède                                  |                                                                   |
|             |           |       | 47e Guillaume Lafuente | Arbitrage : Camilla Eriksson, Anna-Linnéa Lofgren, Katrin De Boer | Arbitrage : Camilla Eriksson, Anna-Linnéa Lofgren, Katrin De Boer |
|             | (Rapport) |       |                        | Arbitrage : Camilla Eriksson, Anna-Linnéa Lofgren, Katrin De Boer | Arbitrage : Camilla Eriksson, Anna-Linnéa Lofgren, Katrin De Boer |

#### Groupe C

##### Classements et résultats
| Équipe         | J | V | N | D | BM | BE | DB  | Pts |
| -------------- | - | - | - | - | -- | -- | --- | --- |
| Padanie        | 2 | 2 | 0 | 0 | 23 | 1  | +22 | 6   |
| Ossétie du sud | 2 | 1 | 1 | 0 | 20 | 3  | +17 | 3   |
| Darfour        | 2 | 0 | 0 | 2 | 0  | 39 | -39 | 0   |

| 1 juin 2014 | Darfour   | 0 - 20 | Padanie | Jämtkraft Arena, Östersund Suède                       |                                                        |
|             |           |        | 2e 13e 24e Marco Garavelli · 4e 10e 27e 39e Giacomo Innocenti · 11e 25e Andrea Rota · 16e Mauro Nannini · 46e Luca Mosti · 48e 57e 81e 87e Matteo Prandelli · 50e 54e Enoch Barwuah · 62e 64e 69e Andrea Mussi | Arbitrage : Scott Campion, David Murphy, Andrea Macchi | Arbitrage : Scott Campion, David Murphy, Andrea Macchi |
|             | (Rapport) |        | | Arbitrage : Scott Campion, David Murphy, Andrea Macchi | Arbitrage : Scott Campion, David Murphy, Andrea Macchi |

| 2 juin 2014 | Darfour   | 0 - 19 | Ossétie du sud | Jämtkraft Arena, Östersund Suède                            |                                                             |
|             |           |        | 10e 39e 42e 62e 75e 76e 82e 88e Artur Elbaev · 13e 40e Vladimir Salbiev · 45e Romeo Kobaladze · 56e 59e 70e 79e 90e Rustam Khutiev · 63e Taimuraz Kudziev · 68e Georgi Kulov · 90+1e Murat Tskhovrebov | Arbitrage : David Murphy, Rickard Hallstrom, Roger Lundback | Arbitrage : David Murphy, Rickard Hallstrom, Roger Lundback |
|             | (Rapport) |        | | Arbitrage : David Murphy, Rickard Hallstrom, Roger Lundback | Arbitrage : David Murphy, Rickard Hallstrom, Roger Lundback |

| 3 juin 2014 | Padanie                                                     | 3 - 1 | Ossétie du sud    | Jämtkraft Arena, Östersund Suède                       |                                                        |
|             | Giacomo Innocenti 6e · Andrea Mussi 37e · Enoch Barwuah 86e |       | 46e Arthur Elbaev | Arbitrage : Ghazi Othman, Amer Hussein, Roger Lundback | Arbitrage : Ghazi Othman, Amer Hussein, Roger Lundback |
|             | (Rapport)                                                   |       |                   | Arbitrage : Ghazi Othman, Amer Hussein, Roger Lundback | Arbitrage : Ghazi Othman, Amer Hussein, Roger Lundback |

#### Groupe D

##### Classements et résultats
| Équipe        | J | V | N | D | BM | BE | DB | Pts |
| ------------- | - | - | - | - | -- | -- | -- | --- |
| Île de Man    | 2 | 2 | 0 | 0 | 7  | 4  | +3 | 6   |
| Comté de Nice | 2 | 1 | 0 | 1 | 3  | 4  | -1 | 3   |
| Haut-Karabagh | 2 | 0 | 0 | 2 | 2  | 4  | -2 | 0   |

| 1 juin 2014 | Île de Man                                              | 3 - 2 | Haut-Karabagh           | Jämtkraft Arena Östersund Suède                             |                                                             |
|             | Ciaran McNulty 41e · Antony Moore 88e · Frank Jones 90e |       | 27e 31e Mihran Manasyan | Arbitrage : Hakan Modign, Michael Fellstrom, Andres Hafstad | Arbitrage : Hakan Modign, Michael Fellstrom, Andres Hafstad |
|             | (Rapport)                                               |       |                         | Arbitrage : Hakan Modign, Michael Fellstrom, Andres Hafstad | Arbitrage : Hakan Modign, Michael Fellstrom, Andres Hafstad |

| 2 juin 2014 | Île de Man                                    | 4 - 2 | Comté de Nice                            | Jämtkraft Arena Östersund Suède |  |
|             | Calum Morrissey 16e 31e 35e · Daniel Bell 87e |       | 37e Frank Delerue · 74e Malik Tchokounté |                                 |  |
|             | (Rapport)                                     |       |                                          |                                 |  |

| 3 juin 2014 | Comté de Nice      | 1 - 0 | Haut-Karabagh | Jämtkraft Arena Östersund Suède                         |                                                         |
|             | Olivier Sborgni 7e |       |               | Arbitrage : Jocke Nilsson, Henrik Molin, Andres Hafstad | Arbitrage : Jocke Nilsson, Henrik Molin, Andres Hafstad |
|             | (Rapport)          |       |               | Arbitrage : Jocke Nilsson, Henrik Molin, Andres Hafstad | Arbitrage : Jocke Nilsson, Henrik Molin, Andres Hafstad |

### Phase à élimination directe
|  | Quarts de finale   | Quarts de finale   |                    |                    | Demi-finales           | Demi-finales           |   |  | Finale             | Finale             |
|  | Quarts de finale   | Quarts de finale   |                    |                    | Demi-finales           | Demi-finales           |   |  | Finale             | Finale             |
|  |                    |                    |                    |                    |                        |                        |   |  |                    |                    |
|  | 4 juin / Östersund | 4 juin / Östersund |                    |                    | 6 juin / Östersund     | 6 juin / Östersund     |   |  | 8 juin / Östersund | 8 juin / Östersund |
|  | 4 juin / Östersund | 4 juin / Östersund |                    |                    | 6 juin / Östersund     | 6 juin / Östersund     |   |  | 8 juin / Östersund | 8 juin / Östersund |
|  | Comté de Nice      | 2                  |                    |                    | 6 juin / Östersund     | 6 juin / Östersund     |   |  | 8 juin / Östersund | 8 juin / Östersund |
|  | Comté de Nice      | 2                  |                    |                    | 6 juin / Östersund     | 6 juin / Östersund     |   |  | 8 juin / Östersund | 8 juin / Östersund |
|  | Padanie            | 1                  |                    |                    | 6 juin / Östersund     | 6 juin / Östersund     |   |  | 8 juin / Östersund | 8 juin / Östersund |
|  | Padanie            | 1                  | Comté de Nice      | 3                  |                        |                        |   |  | 8 juin / Östersund | 8 juin / Östersund |
|  | 4 juin / Östersund |                    | Comté de Nice      | 3                  |                        |                        |   |  | 8 juin / Östersund | 8 juin / Östersund |
|  |                    | Ossétie du sud     | 0                  |                    |                        |                        |   |  | 8 juin / Östersund | 8 juin / Östersund |
|  | Ossétie du sud     | Ossétie du sud     | 0                  | 0 (2)              |                        |                        |   |  | 8 juin / Östersund | 8 juin / Östersund |
|  | Ossétie du sud     |                    |                    | 0 (2)              |                        |                        |   |  | 8 juin / Östersund | 8 juin / Östersund |
|  | Abkhazie           | 0 (0)              |                    |                    |                        |                        |   |  | 8 juin / Östersund | 8 juin / Östersund |
|  | Abkhazie           | 0 (0)              | Comté de Nice      | 0 (5)              |                        |                        |   |  |                    |                    |
|  | 4 juin / Östersund |                    | Comté de Nice      | 0 (5)              |                        |                        |   |  |                    |                    |
|  |                    | Île de Man         | 0 (3)              |                    |                        |                        |   |  |                    |                    |
|  | Île de Man         | Île de Man         | 0 (3)              | 1 (4)              |                        |                        |   |  |                    |                    |
|  | Île de Man         | 6 juin / Östersund |                    | 1 (4)              |                        |                        |   |  |                    |                    |
|  | Kurdistan          | 1 (2)              |                    |                    |                        |                        |   |  |                    |                    |
|  | Kurdistan          | 1 (2)              | Île de Man         | 4                  |                        |                        |   |  |                    |                    |
|  | 4 juin / Östersund | 4 juin / Östersund | Île de Man         | 4                  | Match pour la 3e place | Match pour la 3e place |   |  |                    |                    |
|  | 4 juin / Östersund | 4 juin / Östersund |                    | Araméens           | Match pour la 3e place | Match pour la 3e place | 1 |  |                    |                    |
|  | Araméens           | 0 (7)              | 8 juin / Östersund | 8 juin / Östersund |                        |                        | 1 |  |                    |                    |
|  | Araméens           | 0 (7)              | 8 juin / Östersund | 8 juin / Östersund |                        |                        |   |  |                    |                    |
|  | Occitanie          | 0 (6)              |                    | Araméens           | 4                      |                        |   |  |                    |                    |
|  | Occitanie          | 0 (6)              |                    | Araméens           | 4                      |                        |   |  |                    |                    |
|  |                    |                    |                    |                    |                        |                        |   |  | Ossétie du sud     | 1                  |
|  |                    |                    |                    |                    |                        |                        |   |  | Ossétie du sud     | 1                  |

#### Quarts de finale
| 4 juin 2014 | Comté de Nice                           | 2 - 1 | Padanie              | Jämtkraft Arena Östersund Suède                        |                                                        |
|             | Loïc Malatini 8e · Malik Tchokounté 85e |       | 45+1e Andrea Camussi | Arbitrage : Ghazi Othman, Amer Hussein, Roger Lundback | Arbitrage : Ghazi Othman, Amer Hussein, Roger Lundback |
|             | (Rapport)                               |       |                      | Arbitrage : Ghazi Othman, Amer Hussein, Roger Lundback | Arbitrage : Ghazi Othman, Amer Hussein, Roger Lundback |

| 4 juin 2014 | Abkhazie          | 0 - 0 | Ossétie du sud | Jämtkraft Arena, Östersund Suède |  |
|             |                   |       |                |                                  |  |
|             | (Rapport)         |       |                |                                  |  |
|             | Tirs au but 0 - 2 |       |                |                                  |  |

| 4 juin 2014 | Île de Man         | 1 - 1 | Kurdistan         | Jämtkraft Arena Östersund Suède |  |
|             | Seamus Sharkey 80e |       | 23e Khaled Mushir |                                 |  |
|             | (Rapport)          |       |                   |                                 |  |
|             | Tirs au but 4 - 2  |       |                   |                                 |  |

| 4 juin 2014 | Araméens          | 0 - 0 | Occitanie | Jämtkraft Arena, Östersund Suède                      |
|             |                   |       |           | Arbitrage : Scott Campion, David Murphy, Henrik Molin |
|             | (Rapport)         |       |           |                                                       |
|             | Tirs au but 7 - 6 |       |           |                                                       |

### Tableau final

#### Demi-finales
| 6 juin 2014 | Comté de Nice                             | 3 - 0 | Ossétie du sud | Jämtkraft Arena Östersund Suède                       |                                                       |
| ,           | Malik Tchokounté 3e 28e · Kevin Puyoo 83e |       |                | Arbitrage : Ghazi Othman, Amer Hussein, Scott Campion | Arbitrage : Ghazi Othman, Amer Hussein, Scott Campion |
| ,           | (Rapport)                                 |       |                | Arbitrage : Ghazi Othman, Amer Hussein, Scott Campion | Arbitrage : Ghazi Othman, Amer Hussein, Scott Campion |

| 6 juin 2014 | Île de Man                                                                | 4 - 1 | Araméens       | Jämtkraft Arena Östersund Suède                            |                                                            |
|             | Frank Jones 23e · Jack McVey 60e · Chris Bass Jr 70e · Ciaran McNulty 72e |       | 9e Rabi Mourad | Arbitrage : Andrea Macchi, Mattea Ferrario, Roger Lundback | Arbitrage : Andrea Macchi, Mattea Ferrario, Roger Lundback |
|             | (Rapport)                                                                 |       |                | Arbitrage : Andrea Macchi, Mattea Ferrario, Roger Lundback | Arbitrage : Andrea Macchi, Mattea Ferrario, Roger Lundback |

#### 3e place
| 8 juin 2014 | Araméens                                    | 4 - 1 | Ossétie du sud    | Jämtkraft Arena, Östersund Suède |  |
|             | George Kacho 9e 24e 73e · Volkan Percin 47e |       | 92e David Siukaev |                                  |  |
|             | (Rapport)                                   |       |                   |                                  |  |

#### Finale
| 8 juin 2014 | Comté de Nice                                                                   | 0 - 0             | Île de Man                                                | Jämtkraft Arena Östersund Suède                            |                                                            |
| [ 42 ]      |                                                                                 |                   |                                                           | Arbitrage : Mattia Ferrario, Andrea Macchi, Roger Lundback | Arbitrage : Mattia Ferrario, Andrea Macchi, Roger Lundback |
| [ 42 ]      | (Rapport)                                                                       |                   |                                                           | Arbitrage : Mattia Ferrario, Andrea Macchi, Roger Lundback | Arbitrage : Mattia Ferrario, Andrea Macchi, Roger Lundback |
| [ 42 ]      | Gilles Noto · Baptiste Delfino · Loic Malitini · Frank Delerue · Hichem Ferreri | Tirs au but 5 - 3 | Ciaran McNulty · Calum Morrisey · Chris Bass · Jack McVey | Arbitrage : Mattia Ferrario, Andrea Macchi, Roger Lundback | Arbitrage : Mattia Ferrario, Andrea Macchi, Roger Lundback |

### Classement par tour

#### Premier tour
| 5 juin 2014 | Tamil Eelam              | 2 - 4 | Laponie                         | Jämtkraft Arena Östersund Suède                             |                                                             |
|             | Prashanth Ragvan 55e 77e |       | 79e og · 58e 66e Steffen Dreyer | Arbitrage : Hakan Modigh, Martin Carlsson, Robin Albertsson | Arbitrage : Hakan Modigh, Martin Carlsson, Robin Albertsson |
|             | (Rapport)                |       |                                 | Arbitrage : Hakan Modigh, Martin Carlsson, Robin Albertsson | Arbitrage : Hakan Modigh, Martin Carlsson, Robin Albertsson |

| 5 juin 2014 | Abkhazie                                 | 3 - 3 | Padanie                                                     | Jämtkraft Arena, Östersund Suède |                           |
|             | Amal Vardania 60e 62e · Dmitri Akhba 86e |       | Luca Mosti 41e · Enoch Barwuah 48e · Matteo Prandelli 90+1e | Arbitrage : Scott Campion        | Arbitrage : Scott Campion |
|             | (Rapport)                                |       |                                                             | Arbitrage : Scott Campion        | Arbitrage : Scott Campion |
|             | Tirs au but 2 - 4                        |       |                                                             | Arbitrage : Scott Campion        | Arbitrage : Scott Campion |

| 5 juin 2014 | Darfour   | 0 - 12 | Haut-Karabagh | Jämtkraft Arena, Östersund Suède                            |                                                             |
|             |           |        | 7e 24e 45e 75e Gevorg Nranyan · 22e 39e 54e 74e Norayr Gyozalyan · 33e 42e Grigoryan · 69e Samvuel Karapetyan · 90+2e Aram Bareghamyan | Arbitrage : David Murphy, Rickard Hallstrom, Roger Lundback | Arbitrage : David Murphy, Rickard Hallstrom, Roger Lundback |
|             | (Rapport) |        | | Arbitrage : David Murphy, Rickard Hallstrom, Roger Lundback | Arbitrage : David Murphy, Rickard Hallstrom, Roger Lundback |

| 5 juin 2014 | Kurdistan                     | 2 - 2 | Occitanie           | Jämtkraft Arena, Östersund Suède                        |                                                         |
|             | Farhan Shakor 19e · Ahmed 76e |       | 41e 47e Vivian Dors | Arbitrage : Mattia Ferrario, Tim Larsson, Andrea Macchi | Arbitrage : Mattia Ferrario, Tim Larsson, Andrea Macchi |
|             | (Rapport)                     |       |                     | Arbitrage : Mattia Ferrario, Tim Larsson, Andrea Macchi | Arbitrage : Mattia Ferrario, Tim Larsson, Andrea Macchi |
|             | Tirs au but 5 - 4             |       |                     | Arbitrage : Mattia Ferrario, Tim Larsson, Andrea Macchi | Arbitrage : Mattia Ferrario, Tim Larsson, Andrea Macchi |

#### Second tour
| 7 juin 2014 | Darfour   | 0 - 10 | Tamil Eelam | Jämtkraft Arena, Östersund Suède                           |                                                            |
|             |           |        | 2e 10e Gvinthan Navaneethakrishnan · 8e Mayooran Jeganthan · 16e 69e 69e Prashanth Ragvan · 53e Gajendran Balamurali · 73e Prasanth Vigneswararajah · 81e 89e Christman Gunasingham | Arbitrage : Roger Lundback, Robin Albertsson, Tomas Clarin | Arbitrage : Roger Lundback, Robin Albertsson, Tomas Clarin |
|             | (Rapport) |        | | Arbitrage : Roger Lundback, Robin Albertsson, Tomas Clarin | Arbitrage : Roger Lundback, Robin Albertsson, Tomas Clarin |

| 7 juin 2014 | Abkhazie  | 0 - 1 | Occitanie            | Jämtkraft Arena, Östersund Suède                                   |                                                                    |
|             |           |       | 78e Gerome Hernandez | Arbitrage : Scott Campion, Michael Fellstrom, Kristian Kumpalainen | Arbitrage : Scott Campion, Michael Fellstrom, Kristian Kumpalainen |
|             | (Rapport) |       |                      | Arbitrage : Scott Campion, Michael Fellstrom, Kristian Kumpalainen | Arbitrage : Scott Campion, Michael Fellstrom, Kristian Kumpalainen |

| 7 juin 2014 | Kurdistan         | 1 - 1 | Padanie | Jämtkraft Arena, Östersund Suède           |
|             |                   |       |         | Arbitrage : Katrin De Boer, Roger Lundback |
|             | (Rapport)         |       |         |                                            |
|             | Tirs au but 3 - 4 |       |         |                                            |

| 7 juin 2014 | Laponie            | 1 - 5 | Nagorno-Karabakh                                                         | Jämtkraft Arena, Östersund Suède                              |                                                               |
|             | 68e Arle Ivar Ring |       | Gevorg Poghosyan 30e 83e · Mihran Manasyan 30e 83e · Armen Petrosyan 64e | Arbitrage : David Murphy, Martin Carlsson, Fredrick Bergstrom | Arbitrage : David Murphy, Martin Carlsson, Fredrick Bergstrom |
|             | (Rapport)          |       |                                                                          | Arbitrage : David Murphy, Martin Carlsson, Fredrick Bergstrom | Arbitrage : David Murphy, Martin Carlsson, Fredrick Bergstrom |

## Statistiques, classements et buteurs

### Classement final
| No | Équipe           | J | V | N | D | BM | BE | DB  | Pts |
| -- | ---------------- | - | - | - | - | -- | -- | --- | --- |
| 1  | Comté de Nice    | 5 | 3 | 1 | 1 | 8  | 5  | +3  | 10  |
| 2  | Île de Man,      | 5 | 3 | 2 | 0 | 12 | 6  | +6  | 11  |
| 3  | Araméens         | 5 | 3 | 1 | 1 | 9  | 6  | +3  | 10  |
| 4  | Ossétie du sud   | 5 | 1 | 1 | 3 | 23 | 10 | +13 | 4   |
| 5  | Padanie          | 5 | 2 | 2 | 1 | 28 | 7  | +21 | 8   |
| 6  | Kurdistan        | 5 | 1 | 3 | 1 | 14 | 6  | +8  | 6   |
| 7  | Occitanie        | 5 | 2 | 3 | 1 | 5  | 3  | +2  | 9   |
| 8  | Abkhazie         | 5 | 1 | 3 | 1 | 6  | 6  | 0   | 6   |
| 9  | Nagorno-Karabakh | 4 | 2 | 0 | 2 | 19 | 5  | +14 | 6   |
| 10 | Laponie          | 4 | 1 | 0 | 3 | 6  | 10 | -4  | 3   |
| 11 | Tamil Eelam      | 4 | 1 | 0 | 3 | 12 | 15 | -3  | 3   |
| 12 | Darfour          | 4 | 0 | 0 | 4 | 0  | 61 | -61 | 0   |

### Classement des buteurs
| 9 buts - Artur Elbaev 5 buts - Rustam Khutiev - Giacomo Innocenti - Matteo Prandelli - Prashanth Ragvan 4 buts - Malik Tchokounté - Calum Morrissey - Ciaran McNulty - Enoch Barwuah - Andrea Mussi - Mihran Manasyan - Gevorg Nranyan - Norayr Gyozalyan - Steffen Dreyer - Farhan Shakor 3 buts - Marco Garavelli - Amal Vardania - George Kacho - Ahmed 2 buts - Musa Karli - Andrea Rota - Luca Mosti - Vladimir Salbiev - Frank Jones - Gevorg Poghosyan - Grigoryan - Vivian Dors - Christman Gunasingham - Gvinthan Navaneethakrishnan 1 but contre son camp (csc) - Gérôme Hernandez (en faveur de l'Abkhazie) | 1 but - Kevin Puyoo - Loïc Malatini - Frank Delerue - Olivier Sborgni - Mattias Candemir - Marco Aydin - Rabi Mourad - Volkan Percin - Guillaume Lafuente - Brice Martinez - Jirijoonas Kanth - Arle Ivar Ring - Dmitri Akhba - Vladimir Argun - Mauro Nannini - Andrea Camussi - Romeo Kobaladze - Taimuraz Kudziev - Georgi Kulov - Murat Tskhovrebov - David Siukaev - Jack McVey - Chris Bass Jr - Seamus Sharkey - Antony Moore - Daniel Bell - Aram Bareghamyan - Samvuel Karapetyan - Armen Petrosyan - Gérôme Hernandez - Mayooran Jeganthan - Gajendran Balamurali - Prasanth Vigneswararajah - Younis Shakour - Khaled Mushir - Aras - Younes - Nechirvan Shukri - Ali |